# 宜万铁路
宜万铁路是中国一条连接湖北省宜昌市与重庆市万州区的铁路，是一条以客运为主、兼顾货运的国铁I级电气化铁路干线，其中宜昌至利川段是中国“中长期铁路网规划”中“四纵四横”快速客运通道中沪汉蓉快速客运通道的组成部分。
宜万铁路是一条历经百多年波折修建的铁路，勘探开始于清光绪二十九年（1903年），其前身是川汉铁路组成部分，动工于1909年，后经过百年波折停工、复工数次。最后一次复工于2003年12月，原计划2008年底建成通车，因施工艰难及设计标准多次提高，于2010年11月24日完成试运行，12月22日正式通车。

## 概述
宜万铁路全长376.99公里，东起湖北省宜昌市的宜昌东站，经宜昌市伍家岗区、点军区、长阳土家族自治县，恩施土家族苗族自治州巴东县、建始县、恩施市、利川市，西至重庆市万州区的万州站，贯穿武陵山区腹地。工程总投资225.7亿元。
该铁路湖北省境内324.424公里，重庆市境内52.704公里。宜昌至凉雾段288.46公里为双线，设计时速175公里，开通时速160公里，远期达到200公里；凉雾至万州段89公里为单线，属支线铁路，设计时速120公里。现在宜昌至凉雾段开行动车组。

## 历史

### 清政府的川汉铁路构想
- 1903年，日本、德国、英国照会清朝政府要求修建马关条约中的租界重庆、沙市和汉口间的铁路，遂计划修建从四川成都经重庆至湖北汉口的川汉铁路。
- 1904年，清政府在成都成立川汉铁路总公司。
- 1907年，清政府在宜昌设宜夔工程局，筹划川汉路四川段，聘詹天佑为该段铁路的总工程师。
- 1909年，川汉铁路宜昌至秭归段动土开工，京绥、京汉、津浦线的2000多名工人汇集于宜昌一开阔地（即今宜昌市铁路坝）建起了一些涵洞、桥墩。
- 1911年5月，清政府宣布将铁路修筑权收归国有，废除商办法案，然后向外国列强借债修路，出卖路权，导致川汉铁路停工并引发了著名的“保路运动”。

### 民国时期的川汉铁路筹划
- 1912年11月，川汉铁路改为官办，退还民股。
- 1914年6月，詹天佑出任北洋政府交通部“汉粤川铁路督办”重任，成为川汉、粤汉铁路的最高行政领导。詹天佑指令“宜夔（铁路）工程局”局长李稷勋与美籍总工程师伦多富组建起7个测量队，对原川汉铁路四川承建段（宜昌—奉节—重庆—成都）分头同时重新进行复勘。
- 1915年11月，川汉铁路四川承建段复勘完竣。詹天佑最终比选定线：成都—简州(简阳)—资阳—资州(资中)—内江—隆昌—荣昌—永川—江津—重庆—长寿—垫江—梁山（梁平）—开县—小江（云阳）—夔州(奉节)—巫山—巴东—归州（秭归）—宜昌—河溶—建阳—杨家洚—皂市—应城—汉口，这就是民国著名的詹天佑实勘“国有川汉铁路”。
- 1926年，因军阀混战，筹款困难，川汉铁路二度停建。
- 1928年11月，南京国民政府铁道部正式成立，开始系统规划全国铁路。
- 1931年，南京国民政府官方正式出台铁路“五年建设近期计划”，计划五年内在全国建成四大铁路网及其联络干线，里程总计达8000千米。其中，川汉铁路规划走向为：成都—资阳—隆昌—永川—重庆—万县（万州）—夔州（奉节）—宜昌—沙市—汉口。
- 1947年，国民政府自宜都沿清江经恩施、利川、涪陵、重庆进行线路踏勘。

### 中华人民共和国时期的川汉铁路研究
- 1952年，川汉铁路重庆—成都段贯通，史称成渝铁路。亦是中华人民共和国时期修建完工的第一条铁路。
- 1956年起，铁道第四勘察设计院曾多次对川汉铁路进行勘测，编制了全线初步设计方案。
- 1964年，中国开始进行三线建设，铁道部再次安排铁四院对川汉铁路进行方案研究。
- 1965年8月，铁四院完成的《川汉铁路察勘报告》，将线路走向归纳为长江北岸、清江、桑植、澧水、沅水五大方案。其中宜万铁路段仍只有长江北岸、清江两种走法。由于个别路段的建设难度太大，尤其是齐岳山隧道为当时的工程技术所不能及，修建计划搁浅。
- 1993年3月，铁道部指令铁道部经济规划研究院、铁四院编制《西南东通路研究报告》，将川汉铁路作为进出川渝东通道的主要方案，走向为：成都—达县（达州）—万县（万州）—恩施—枝城—荆门—武汉。
- 1994年12月，铁四院对川汉铁路全线进行现场踏勘。
- 1995年3月，湖北省的全国人大代表向兴平在八届全国人大三次会议上，请示修建枝城至万县铁路。当年，铁四院编制了《川汉线枝万段可行性研究报告》。
- 1997年，铁道部再次下文，要求进行川汉铁路枝万段可行性研究。
- 1998年10月，湖北、四川、江西、安徽等四省联合向国务院呈报了《关于恳请国务院尽早批准立项建设川汉铁路枝万段，尽快贯通沿江铁路大通道的请示》。
- 1999年，铁道部召开“枝万线方案研讨会”，为减少过长江，将川汉铁路走向拟定为自枝城—恩施—万县。
- 1999年4月6日，铁四院又对枝万线46处重大工程进行地质加深、物理勘探，为线路设计人员提供了可资比选的数条线路方案。同年8月至12月，对宜万铁路再进行全线初步勘测设计工作。

### 建设阶段

#### 批复立项
- 2001年8月，国家计委下发了《国民经济和社会发展第十个五年计划综合交通体系发展重点专项规划》。国家计划在“十五”期间，建设宜昌至万州铁路新线。
- 2001年12月，宜万铁路预可行性研究报告完成。
- 2002年6月19日，国务院总理办公会议通过兴建宜万铁路报告。同年7月6日，国家发展计划委员会正式批准宜万铁路立项。

#### 建设
- 2001年12月25日，因受三峡工程蓄水影响，宜万铁路万州长江大桥先期开工。大桥全长1106.3米，采用三跨单拱连续钢桁梁新型结构。[6]
- 2003年12月，国家发展和改革委员会批准通过宜万铁路可性研究报告，决定弃枝城走宜昌方案。宜万铁路正式开工修建。
- 2004年1月，国家发展和改革委员会正式批准宜万铁路开工建设。[7]宜昌长江大桥、齐岳山隧道等工程先后动土启建，宜万铁路正式进入施工阶段。至此，百年梦想的宜万铁路进入全面建设阶段。
- 2004年2月3日: 铁道部工程管理中心宜万铁路建设总指挥部成立。
- 2004年8月1日: 梁槽隧道（910米长）贯通: 这是全线首座贯通的隧道。
- 2005年6月12日: 万州长江大桥合龙。
- 2007年1月19日: 野三河大桥主跨钢管拱精确对位、顺利合龙。
- 2007年5月21日: 驷步河大桥连续梁施工提前顺利合龙。
- 2007年5月24日: 高风险隧道八字岭隧道贯通。
- 2007年10月5日: 高风险隧道金子山隧道贯通。
- 2007年10月10日: 宜万铁路渡口河特大桥安全顺利完成中跨合龙。
- 2007年11月8日: 高风险隧道别岩槽隧道贯通。
- 2007年12月21日: 铁道部宜万铁路建设指挥部成立。
- 2008年4月1日: 宜万铁路25个重点控制工程之一的落步溪大桥主体工程完工。
- 2008年4月5日: 宜昌长江大桥主体完工。
- 2008年6月19日: 宜昌端正式铺轨。
- 2008年9月30日: 高风险隧道大支坪隧道贯通。
- 2008年11月18日: 高风险隧道野三关隧道贯通。
- 2008年11月21日: 万州端开始铺轨。
- 2008年12月24日: 高风险隧道马鹿箐隧道贯通。
- 2009年1月17日: 高风险隧道云雾山隧道贯通。
- 2009年12月10日: 宜万铁路最后一座高风险隧道齐岳山隧道贯通。
- 2010年7月30日: 中铁四局集团铺轨安全顺利到达马鹿箐隧道出口。
- 2010年8月9日: 中铁三局集团到达Ⅰ线接轨点: 胜利实现Ⅰ线接轨。
- 2010年8月18日10时18分: 宜万铁路全线铺通: 铁道部宜万铁路建设指挥部在白果站举行了宜万铁路全线铺通庆典活动。

#### 开通运营
- 2010年10月8日，宜万铁路电气化主体工程完工。[8]
- 2010年10月10日，宜万铁路首个牵引变电所湖北罗田牵引变电所受电冲击成功，全线13个牵引变电所开始受电。[9]
- 2010年10月21日，宜万铁路上电气化专用检测车进行冷滑试验。
- 2010年10月22日，宜万铁路顺利完成全线冷滑试验。
- 2010年11月1日，宜万铁路开行动检车，进行轨道检测。
- 2010年11月14日，宜万电气化铁路接触网成功受电并顺利完成首次热滑试验。[10]
- 2010年11月15日，宜万铁路在全线通电的情况下，按照160公里时速完成了接触网验证试验。同日，宜万铁路总调度室停止使用，武汉铁路局正式接管了宜万铁路湖北段的施工调度指挥权。[10]
- 2010年11月17日，宜万铁路开始试运行。试运行客运列车编成18节，速度160公里/小时。[11]
- 2010年11月19日，宜万铁路迎来首列试运行客运列车。
- 2010年11月24日，宜万铁路结束试运行。[11]
- 2010年11月25日，铁道部评估组开始对宜万铁路展开全线安全评估。[12]
- 2010年11月27日，宜万铁路列车开行车次确定。[13]
- 2010年11月28日，铁道部评估组结束了对宜万铁路为期3天的安全评估工作。[14]
- 2010年12月3日至12月5日，宜万铁路宜昌东至利川段开始为期三天的模拟试运行。[15]
- 2010年12月22日: 宜万铁路通车。
- 2014年7月1日: 宜万铁路开行动车组。
- 2020年由于武汉及湖北省内爆发新型冠状病毒疫情，自1月24日起，宜万铁路湖北省内所有车站停运，涉及宜昌东站、野三关站、建始站、恩施站、利川站五个车站，除经批准的抗疫人员之外停止售票及旅客乘降，直至3月25日零时重新开通。
- 2020年10月1日，高坪站开通运营[16]。

## 工程难度
宜万铁路是目前中国已建和在建铁路中施工最艰难的铁路，沿线为典型的喀斯特地形，溶洞发育强烈，暗河体系复杂，隧道内有大量的岩溶、溶腔、断层、瓦斯，很容易发生突泥、突水事故。
全线共有桥梁253座，隧道159座，含双线隧道54座，风险隧道34座和一级风险隧道8个；桥隧总长288公里，占线路全长的73.96%，其中重庆段桥隧比达94%，有“桥隧博物馆”之称。宜万铁路湖北段每公里造价2700万元，重庆段每公里造价超过1亿元，平均每公里造价约4500万元，而青藏铁路平均每公里造价为2000万元左右。
全线共有3公里以上的隧道20座，10公里以上的隧道3座，数量和总长均在中国铁路干线中位居第一。在中国已建和在建的超10公里特大隧道中，宜万铁路占了3座。线路两次跨越长江、一次跨越清江，高墩大跨等特殊结构桥梁多达10余座。宜万铁路24座火车站中，有8座是架设在桥洞或隧道中，其艰险可见一斑。
全长2600多公里的京九铁路仅用了3年时间就完成施工，宜万铁路的长度不到其六分之一，修建时间却达7年之久，而各项准备工作从1993年开始，亦用了长达10年的时间。
宜万铁路不仅难度上延长了其建设时间，期间数次调整设计标准也是建设时间延长的一个原因。
因宜万铁路的建设周期太长，最初设计的宜万铁路标准很低，全线为单线铁路，设计时速仅100公里，后来由单线改为复线，时速数次提高至120公里、160公里，最终将线下土建设计时速提高至现在的175公里。未来时速要在175公里的基础上再提高，只能等以后再修新线。

## 沿线站点

### 车站
宜万铁路全线共设车站19个，远期增至24个。

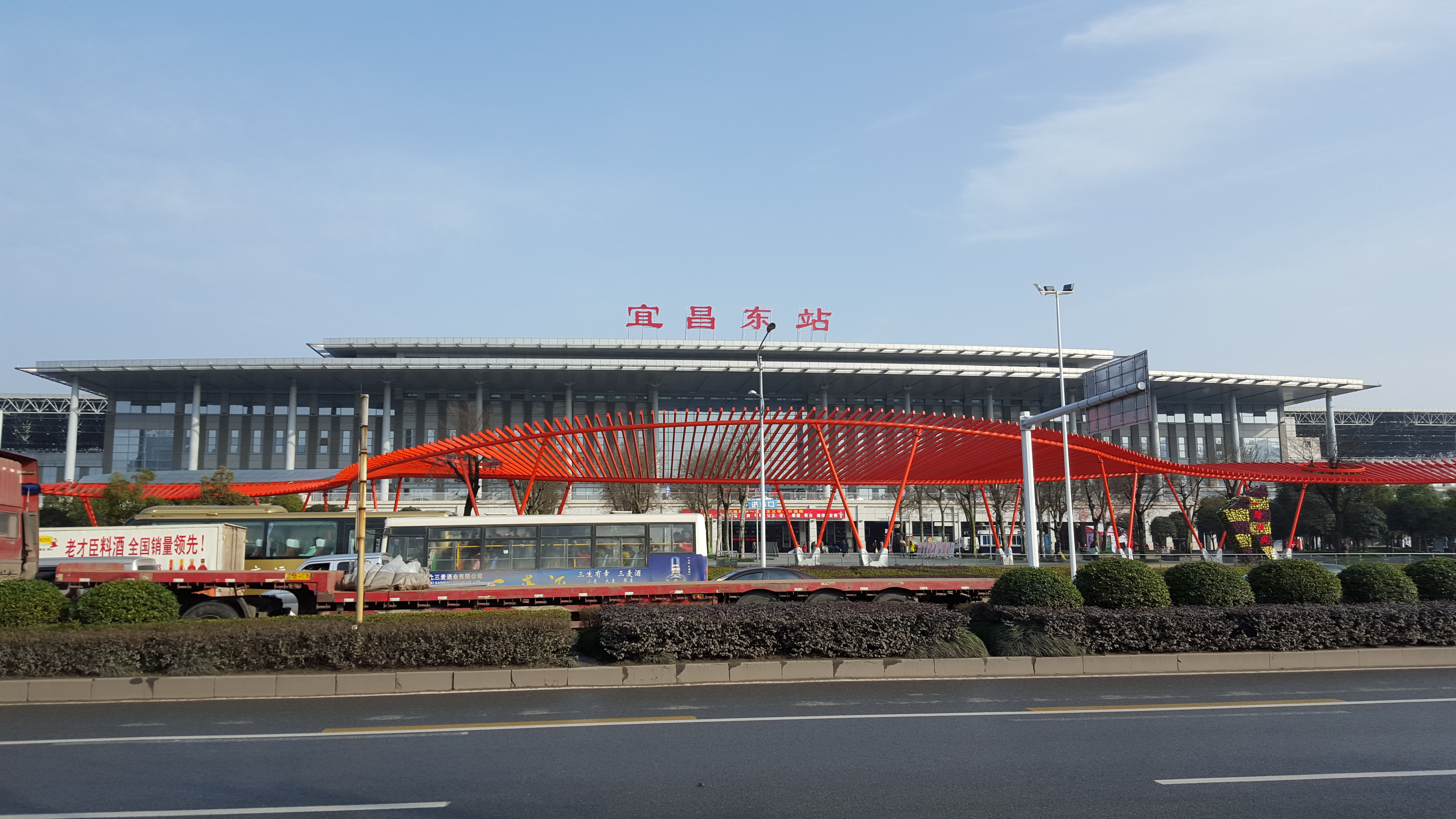
宜昌东站

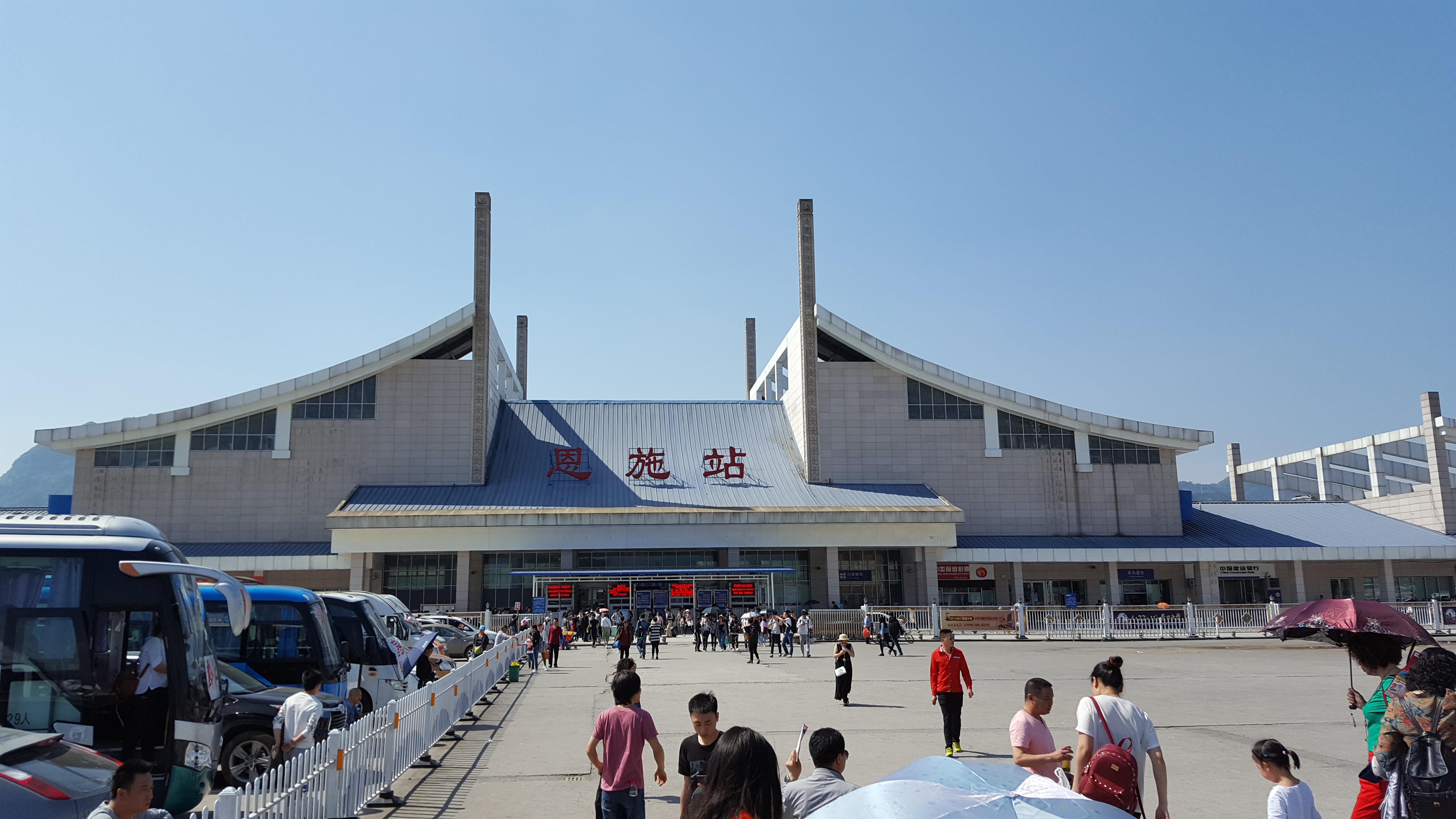
恩施站

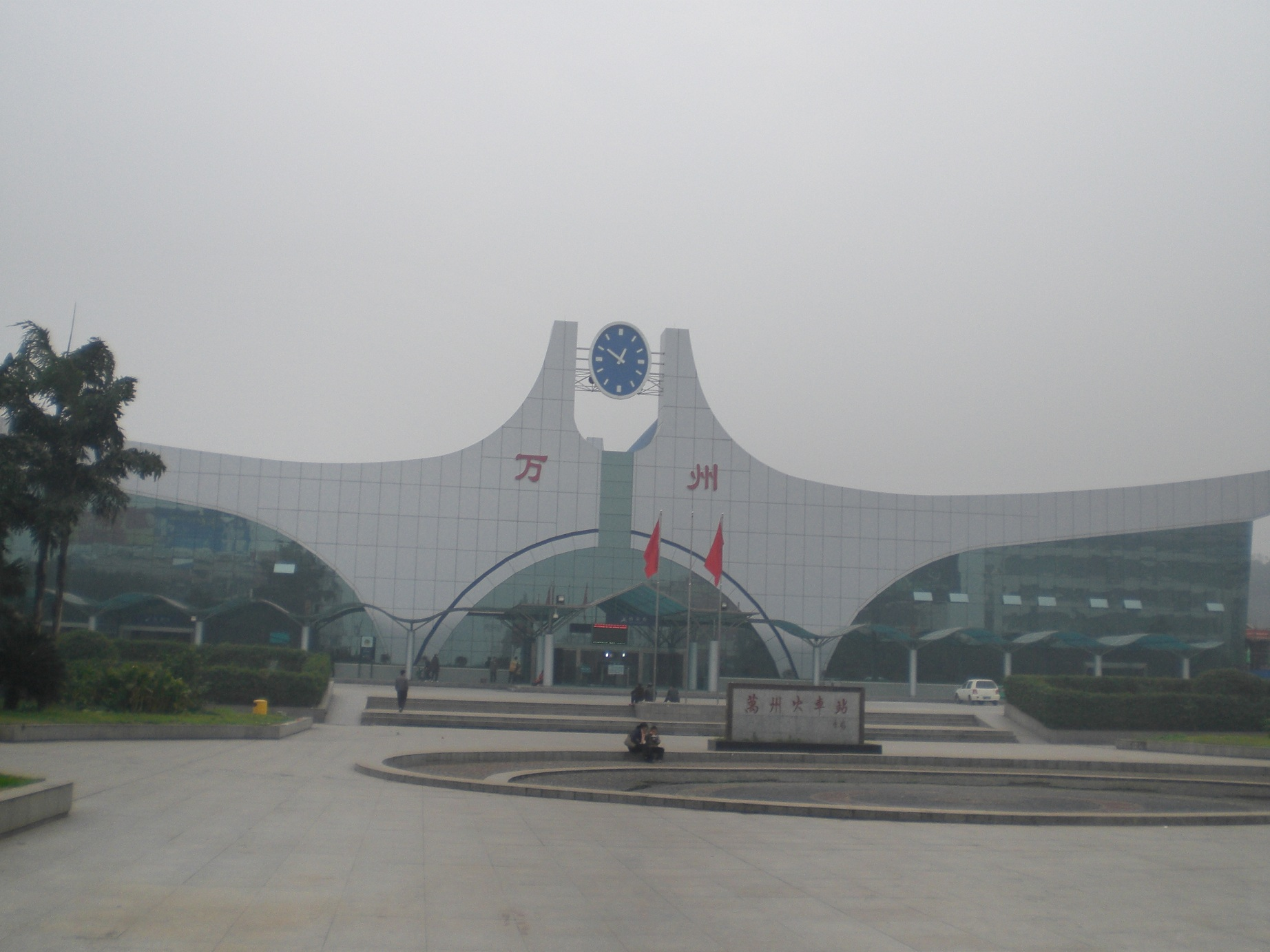
万州站

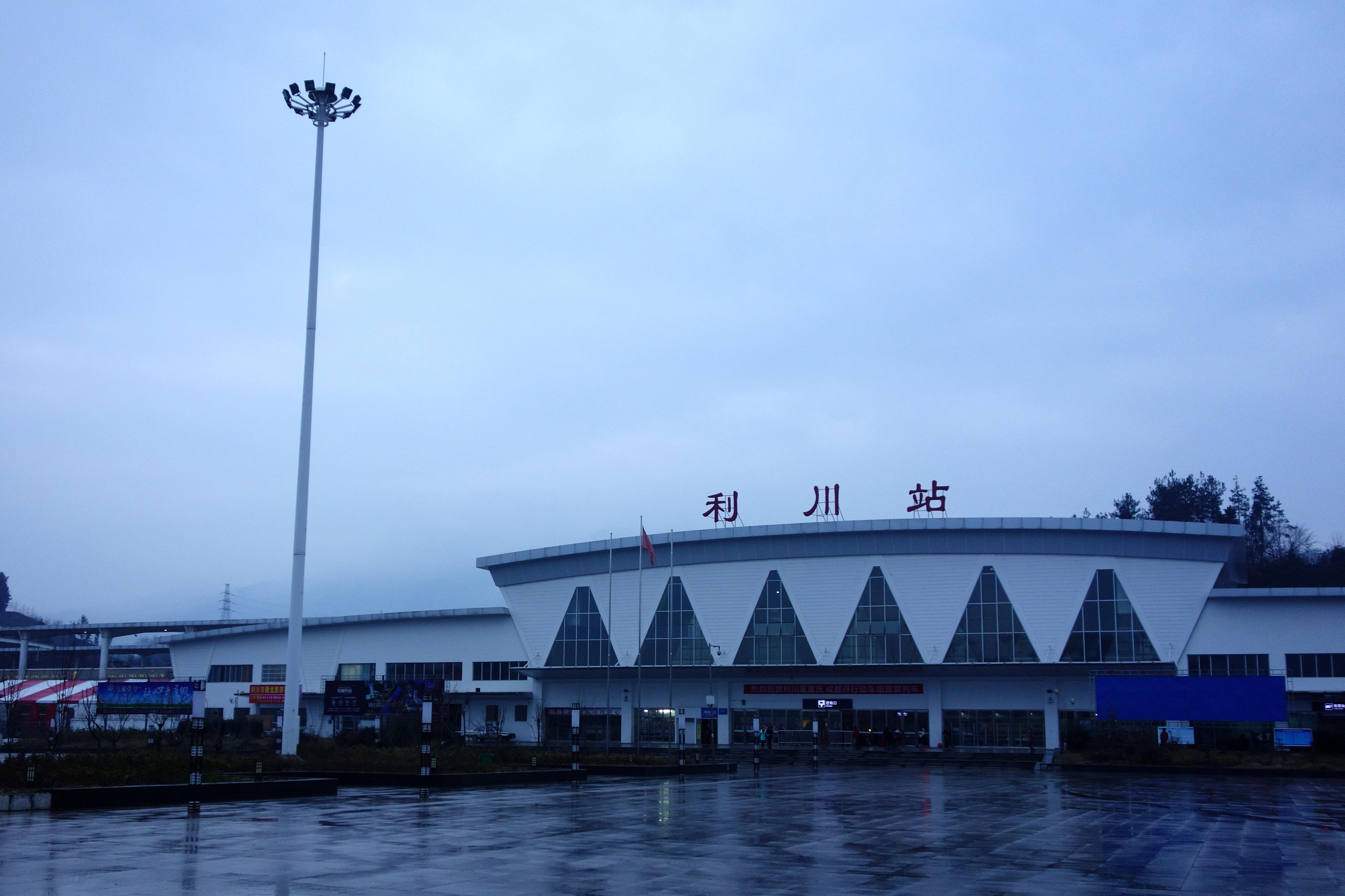
利川站

宜万铁路起于鸦宜铁路宜昌东站，沿线设宜昌南、车溪、长阳、榔坪、野三关、高坪、落水洞、建始、白杨坪、白果、恩施、箐口、利川、凉雾（与渝利铁路接轨）、汪营、齐岳山、关仓坪、罗田、谷雨、鱼背山、柑子园、五桥等车站，抵达万州站接达万铁路，其中车溪、榔坪、落水洞、白果、汪营、关仓坪、谷雨、柑子园为预留车站。

### 变电所
全长377公里的宜万铁路相邻变电所间的距离约为30公里，沿线共设有宜昌东、车溪、贺家坪、榔坪、巴东、高坪、建始、恩施、白果、利川、齐岳山、罗田、五桥等13座22万伏或11万伏牵引变电所，安装变压器26座。

## 技术运用与重要工程

### 建设期间的新技术运用
宜万铁路途经喀斯特地貌区域，为保证沿线多个隧道工程安全推进，线路施工时采用了多项技术保证作业安全。在开掘隧道的全过程中，初期运用综合超前地质精确探测预报技术对地质灾害进行预报，事先估定作业风险，并对各路段按照风险等级分级；在建设过程中，分别运用隧道围岩预注浆加固及堵水技术和高压富水溶腔释能降压技术应对隧道透水问题；为最大限度保证施工人员安全，宜万铁路建设时还制定了隧道防灾预警及救援体系，通过对风险隧道各项物理指标进行常态化监测来预警隧道事故。

### 线路重要工程
宜万铁路穿越大量喀斯特地貌山区，两次跨越长江，拥有大量桥隧。线路有两座长江大桥和五座长大隧道。

#### 宜昌长江大桥

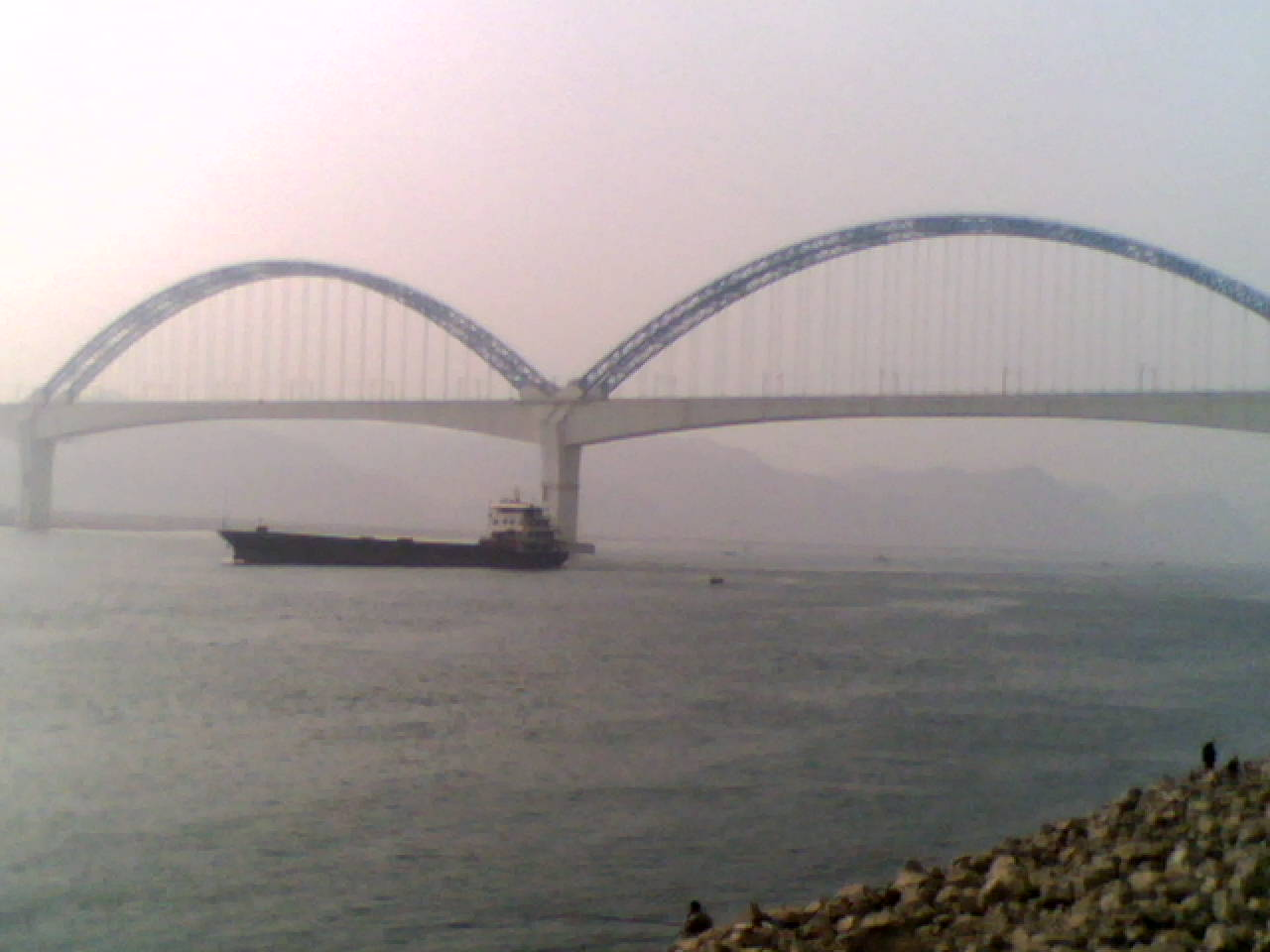
宜昌长江大桥

宜昌长江大桥位于宜昌市境内、夷陵长江大桥下游约5公里处。大桥为梁桥与中心多拱桥混合设计，全长约2519米，其设计可满足长江通航需求。

#### 万州长江大桥

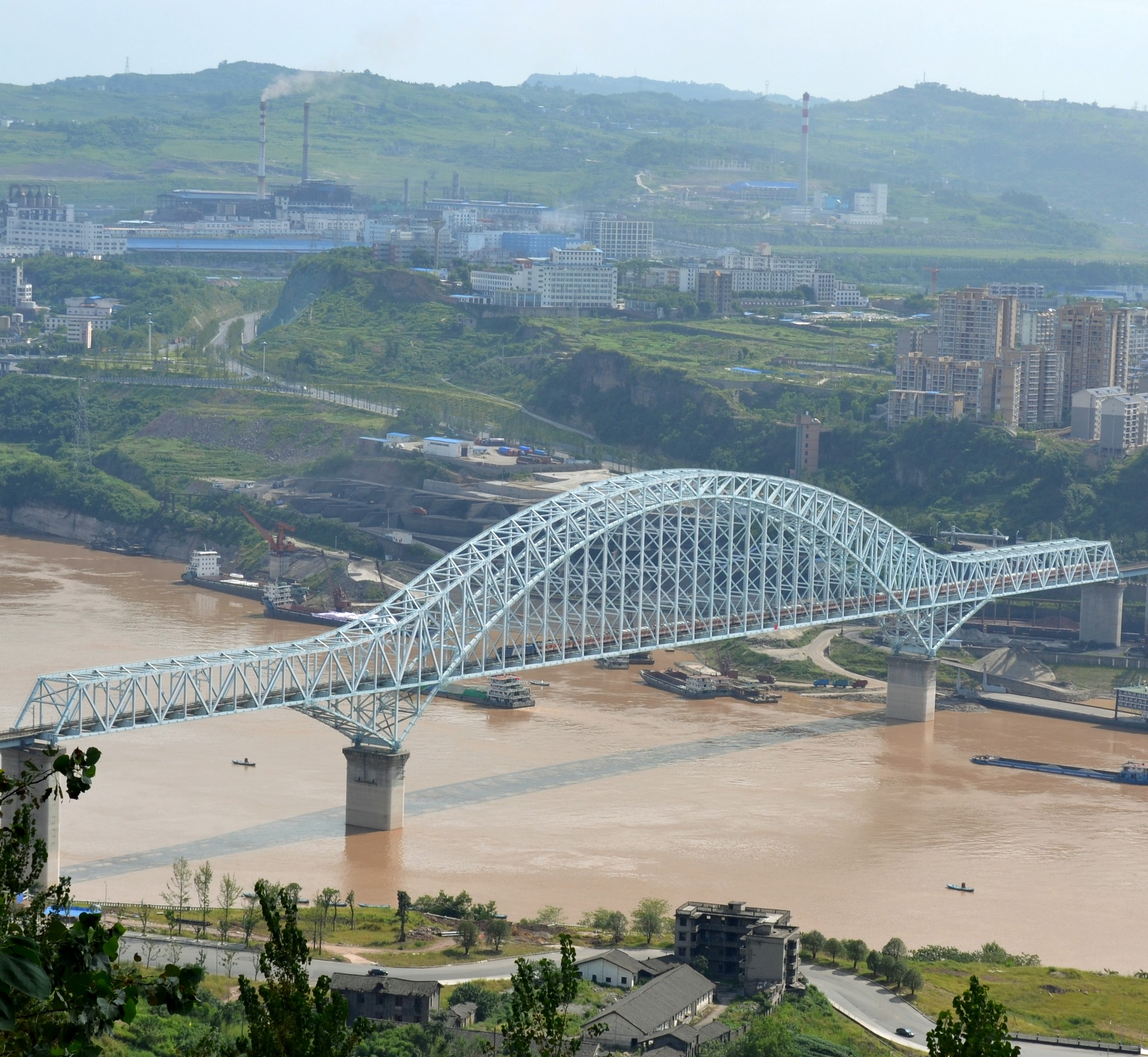
万州长江铁路大桥，位于宜万铁路的西端

万州长江大桥位于重庆市万州区境内，万州长江大桥下游。大桥为三跨单拱连续钢桁梁结构，全长约1106米，建成时是中国内地跨度最大的铁路桥。

## 列车

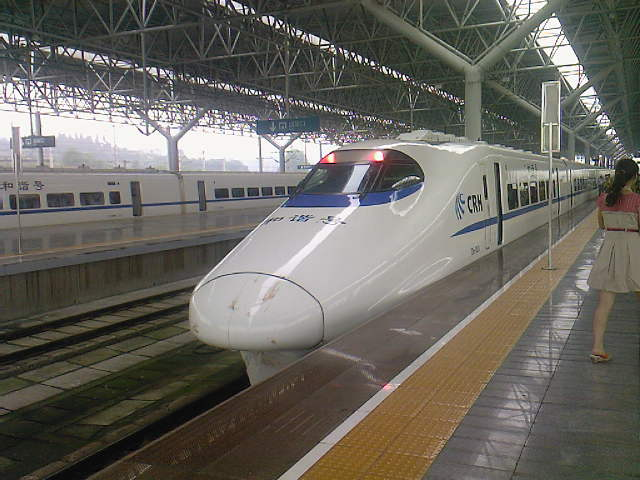
停靠宜昌东站的CRH2A型动车组

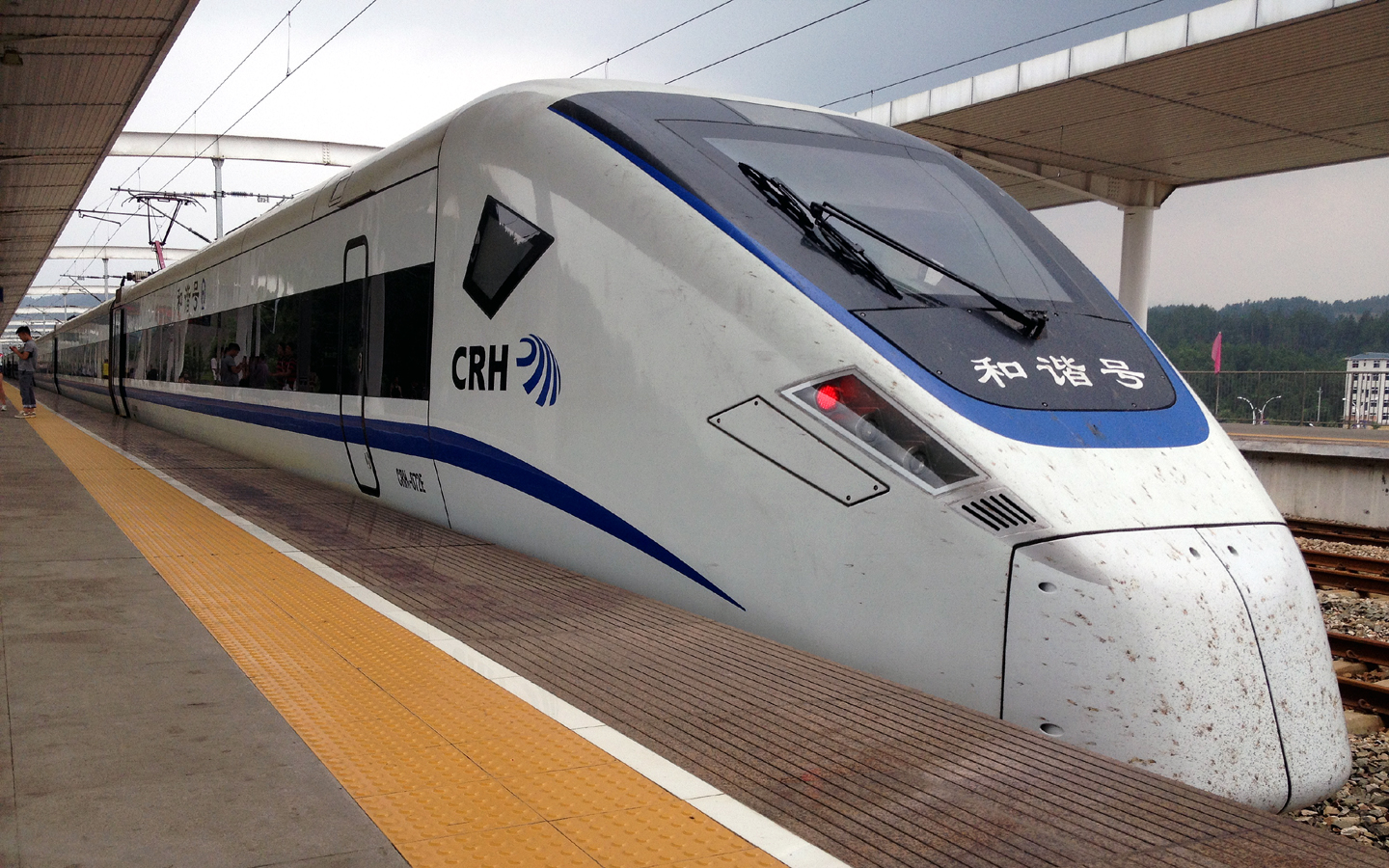
停靠建始站的CRH1E型动车组

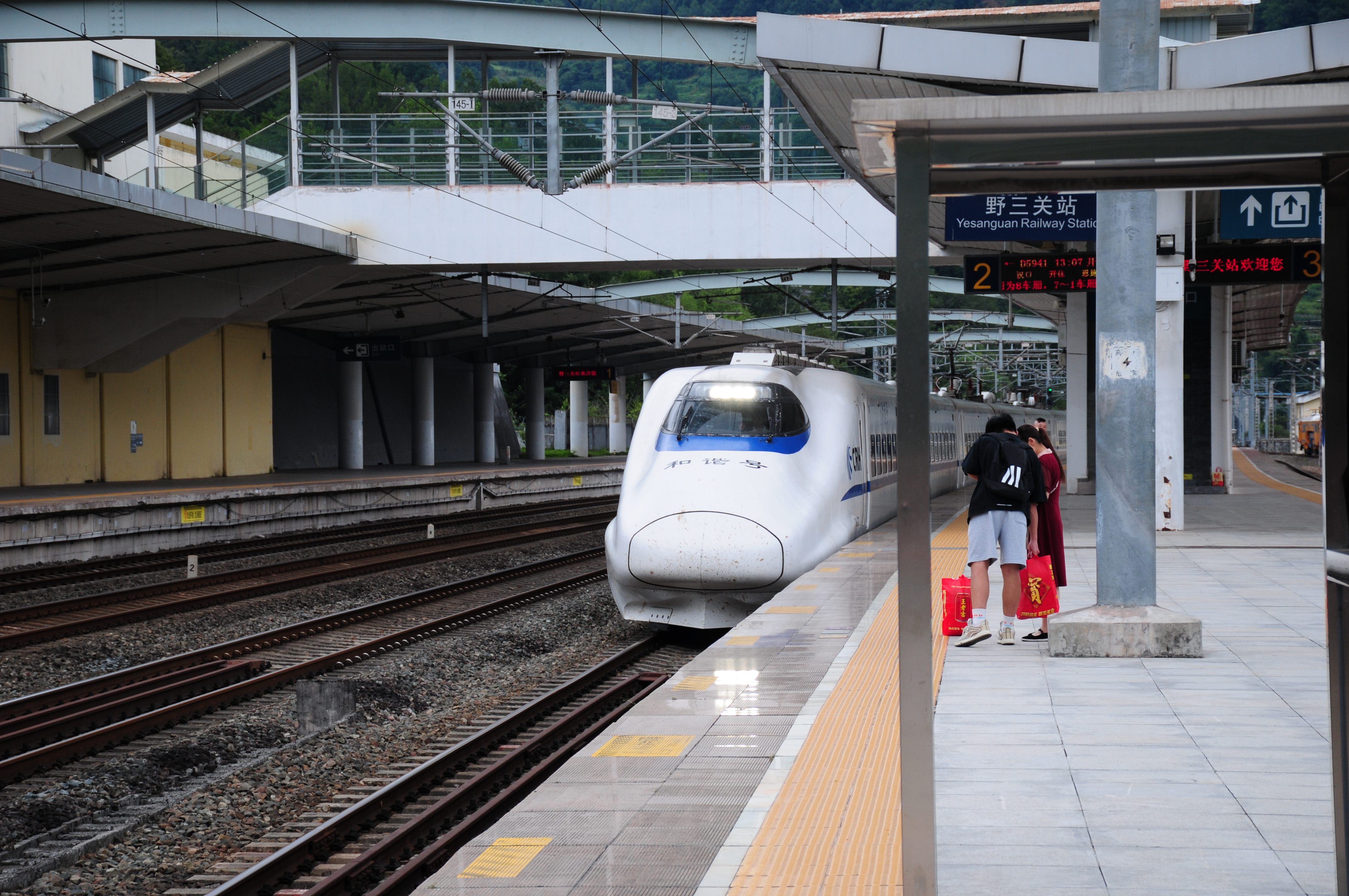
停靠野三关站的CRH2A型动车组

宜万铁路被纳入沪汉蓉快速客运通道后，除开行一般普快列车外，各种动车组列车也上线运行。2014年开行动车组初期，主要是CRH1A、1B、1E动车组运行；后期逐步增加CRH2A、CRH5A动车组。在西成客运专线开通前，还有部分成都往北京的高速动车运用CRH380A型动车组在宜万铁路运行。

## 重大事故
- 2006年1月21日，马鹿箐隧道发生透水事故，事故造成11名工人遇难。[21]
- 2007年8月5日，宜万铁路野三关隧道发生重大透水事故，造成52名工人被困，其中10名工人不幸遇难，43名工人获救（1名工人获救后死亡）。[22]
- 2007年11月20日8时44分，湖北省巴东县野三关镇高阳寨隧道II线进口发生特别重大坍塌事故，造成3名工人遇难，1人受伤；一辆满载乘客的从上海开往利川的长途客车被掩埋，车上32人全部丧生。[23]
- 2008年4月11日，马鹿箐隧道进口泄水洞再次发生透水事故，事故造成5名工人遇难。[21]
- 2023年7月4日，受到重庆市万州区境内持续暴雨影响，铁路部门封锁宜万铁路万州至齐岳山段進行檢查，工作人员发现鱼背山至罗田段驷步河铁路桥部分桥墩被洪水沖毀，造成该铁路桥樑部份倒塌，因此部份途经该区段的列车被安排改線、折返或停開。[24]